# 章含之
章含之（1935年7月14日—2008年1月26日），上海人，1972年尼克松访华中方翻译之一，毛泽东任命的英文教师，坊间传闻其是毛泽东的情人，著名民主人士章士钊养女，中华人民共和国外交部前任部长乔冠华之妻，北京大学教授洪君彦前妻，北京媒体业名人洪晃之母。

## 生平
章含之1935年7月14日（农历6月14日）出生于上海，生母谈雪卿，上海滩上有名的交际花，曾是永安公司康克令钢笔专柜售货员，美貌甚佳，人称康克令西施。生父为军阀陈调元之子陈度 （又名陈伯权）。两人未婚同居，谈有身孕后，不愿为妾。陈调元请章士钊出面调解私了，将谈所生女儿托付给章，取名章含之。
1949年进入北京贝满中学读书。同年圣诞舞会与燕京大学学生洪君彦（后为北京大学教授）相识，恋爱。
1953年保送北京外国语学院。1957年与洪君彦结婚。
1960年北京外国语学院英语系研究生部毕业，在北京外国语学院任教。
1961年生女儿洪晃。1963年受邀成为毛泽东的英文教师。
1966年洪君彦被作为陆平黑帮被揪斗、抄家、监督劳动。章含之则开始大串联，并外遇。
1971年3月末，章含之入外交部，在亚洲司历任一般职员、副处长、处长、副司长。与王海容、唐闻生、齐宗华、罗旭合称“外交界五朵金花”。参与1972年尼克松访华会谈、上海公报谈判等一系列重大外交活动。
1972年，以丈夫洪君彦有外遇为由离婚，但这段往事的真相内幕始终争议甚广。
1973年年底，章含之与时任外交部部长的乔冠华结婚。文革后期，乔冠华倾向四人帮，反对周恩来。文革后两人即被隔离审查。1982年12月审查最后没有结论，习仲勋代表中央宣布“一笔勾销”。
1983年任中国人民对外友好协会常务理事；1987年调任国务院农村发展研究中心国际部主任；1990年调任国务院发展研究中心国际部主任；1994年加入中國作家協會。
2008年1月26日上午8时25分，因肺部并发症于北京朝阳医院抢救无效逝世，享年73岁。
章含之生前剛把另一本回憶錄底稿撰寫完畢，女儿洪晃表示：「她這一走，剩下的包括文稿修改、史料核實、出版事宜都將由我來完成。」
2008年2月1日，章含之葬礼在八宝山举行，并与葬在养父章士钊旁。

## 婚姻争议
据章含之本人回忆录《风雨情》所述，章与洪感情破裂乃至离婚是由于洪君彦的外遇。1993年至2003年，章含之写文章、出书或接受访问，凡提到她和洪离婚那一段往事，总说是已故毛泽东主席叫她离婚的。她说毛主席批评她没出息，是这样对她说的：「我的老师啊，我说你没出息是你好面子，自己不解放自己！你的男人已经同别人好了，你为什么不离婚？你为什么怕别人知道？那婚姻已经吹掉了，你为什么不解放自己？」
对此，前夫洪君彦的说法则大相径庭，见于香港《明报》〈洪君彦：不堪回首——我和章含之离婚前后〉。文中指出，在洪遭受政治迫害后，章不仅没有关心和帮助，同时红杏出墙。然而洪君彦很快以“女儿反对”为由停止在明报的连载，而且洪君彦晚年和章含之联系密切，生病也要通过章含之找专家，这一系列行为似乎与他自述“章含之害他至深，他们关系恶劣”不符。

## 器官移植
章含之做过2次肾移植，大夫为上海长征医院朱有华，时间分别为1995年和2002年。而爆料人则说用了冤案聂树斌的肾。聂树斌于1995年4月被执行死刑，年仅21岁。
而章含之亦曾凭借其关系为多人帮忙做肾移植，包括其前夫洪君彦。
第一财经日报则辟谣称：章含之当年的护士，确认章某第一次换肾是1996年在北京朝阳医院做的手术，主治医生为管德林（音）；第二次换肾是2004年4月23日在上海长征医院手术的，主治医生朱有华。第一财经日报并认为章含之这个级别的领导享受的医疗待遇恐怕还是有限的，更不要说“特供肾源”。
其独生女洪晃则在南都周刊第838期发表题为《受虐者的狂欢》一文，做了另外的分析：“我肯定我妈妈的肾移植与聂案无关，但是我不能肯定她的肾移植跟王树斌、张树斌或者其他死囚无关。”
北京外国语大学教授丁启阵则刊文《司法杀人与器官移植》质疑“章含之两次肾脏移植的肾源，是否来自两个死囚，这两个死囚是否有冤情”，并希望能“认真一点，不妨出示一下能证明其母做换肾手术时间的病历之类材料。”

## 主要作品
- 回忆录《我与乔冠华》1994中国青年出版社、《跨过厚厚的大红门》/2002文汇出版社；
- 散文集《风雨情 忆父亲 忆主席 忆冠华》1994上海文艺出版社、《那随风飘去的岁月》1997学林出版社。
- 散文《我与父亲章士钊》、《故乡行》、《谁说草木不通情》、《十年风雨情》
- 译著《寻欢作乐》（毛姆著）章含之 洪晃译，1983年浙江文艺出版社，